# Nuño de Guzmán
Nuño Beltrán de Guzmán (Guadalajara, 31 de octubre de 1490-Torrejón de Velasco, 26 de octubre de 1558) fue un conquistador español. Su acción militar abarcó el occidente del actual México, en particular el territorio que fue conocido como la Nueva Galicia.
Descendiente de nobles hidalgos, llegó al Nuevo Mundo con el título de gobernador de Pánuco. Fue nombrado presidente de la Real Audiencia de Nueva España, cargo que ocupó tan solo un año debido a sus excesos y crueldad con los indígenas americanos. Su avidez de riqueza, le hizo emprender una larga expedición por el occidente de México, a la que bautizó como Conquista del Espíritu Santo de la Mayor España. Su recorrido por los actuales estados de Jalisco, Zacatecas, Nayarit y Michoacán se caracterizó por el saqueo y la devastación de las comunidades autóctonas, así como por el asesinato del último rey purépecha, Tangáxoan II.
Fundó una serie de poblaciones entre las que se encuentran: Sahuayo, Michoacán en 1530, San Miguel de Culiacán, Santiago de los Valles, Compostela, y la primera fundación de Guadalajara. Vicente Riva Palacio lo tildó de «el aborrecible Gobernador de la Provincia de Pánuco (ubicada en tierras del Sur del actual Estado de Tamaulipas y el Norte del Estado de Veracruz) y quizás el hombre más perverso de cuantos habían pisado la Nueva España»; por su parte Fray Bartolomé de las Casas lo calificó de «gran tirano».
No quedan retratos de él salvo en códices.

## Familia
Nuño Beltrán de Guzmán provenía de una antigua y noble familia. Era hijo de Hernán Beltrán de Guzmán "el viejo", quien fue nombrado por los Reyes Católicos Alguacil de la Santa Inquisición, y probablemente fuera descendiente de Pedro de Guzmán, quien fue nombrado por Enrique IV de Castilla primer corregidor de la ciudad de Guadalajara, España.
Hernán Beltrán se casó con su prima Magdalena de Guzmán, con quien tuvo siete hijos: Juan Beltrán de Guzmán, Gómez Suárez de Figueroa (quien tomó el nombre de un bisabuelo), Nuño Beltrán de Guzmán, Luis Suárez de Guzmán, Hernán Beltrán de Figueroa, Isabel de Guzmán y Violante de Figueroa.

## Carrera político-militar
Previamente a su llegada a Nueva España, Nuño Beltrán de Guzmán participó en una serie de campañas militares del rey Carlos V. 
En 1523 estuvo al servicio de Francisco de los Cobos; en ese mismo año se le encargó la misión de tomar la villa de Pareja, la cual estaba a cargo del obispo Diego Ramírez de Villaescusa (quien se encontraba en Roma y se negaba a regresar a tomar el cargo de la Villa). Este conflicto se extendió desde el 9 de mayo hasta el mes de agosto del mismo año, cuando el obispo fue destituido y Nuño de Guzmán recibió las llaves y armas de la villa.
Entre marzo de 1524 y diciembre de 1525 estuvo en las ciudades de Valladolid, Madrid y Toledo; fue en esta última donde decide su traslado a las Indias.

### Llegada a las Indias
Nuño Beltrán de Guzmán llegó a Indias gracias a que el rey lo designara en 1525 gobernador de la provincia de Pánuco y Victoria Garayana; esta provincia comprendía todos los territorios descubiertos por el adelantado Francisco de Garay y sus capitanes. En el mismo año se trasladó a Sevilla donde, por instrucciones reales, se presentó ante la Casa de Contratación de Indias para así poder embarcarse hacia las Indias en 1526.
La llegada a las Indias no fue sencilla. Durante el trayecto la expedición perdió una carabela, lo cual obligó a que se detuvieran en la Isla de Santo Domingo, donde Nuño de Guzmán cayó enfermo debido a la malaria. Por esta razón se quedó en la isla durante siete meses.

### Gobernador de Pánuco
A la llegada de Nuño Beltrán de Guzmán a Pánuco —actual estado de Veracruz— el 24 de mayo de 1527, la única villa española que existía era «Santiesteban del Puerto», que  se encontraba a 357 km de la Ciudad de México. Inmediatamente a su llegada, Beltrán de Guzmán comenzó a aplicar una serie de medidas de reorganización, con el fin de limitar las medidas y el poder de Hernán Cortés.
En su administración también se levantó el primer faro de la población y se "pacificaron" y conquistaron una serie de poblados de indios aledaños. Introdujo asimismo yeguas a la zona.

#### Comercio de esclavos
Antes de que llegara Nuño Beltrán de Guzmán a Pánuco, 4000 indígenas ya habían sido esclavizados y vendidos a un peso de tepuzque por cabeza. La Corona dio permiso a Beltrán de Guzmán para recuperar a 500 de estos esclavos y esclavizar a más indígenas. Esto propició a que Santiesteban se convirtiera en un enclave del comercio de esclavos con las Antillas, y Beltrán de Guzmán logró que el precio por cabeza de esclavo aumentara a cuatro pesos de oro de minas. Hay que señalar que la esclavitud de indios estaba permitida desde 1500 si estos eran cautivos de guerra. Fray Juan de Zumárraga hablaba de cerca de 15 000 indígenas esclavizados en Pánuco.

#### Inicio del conflicto con Hernán Cortés
La presencia de Nuño Beltrán de Guzmán era parte de una política de la Corona para reducir el poder de Hernán Cortés; esto generó conflictos entre ambos desde momentos tempranos. Sin embargo, esta situación se intensificó a partir de la expedición de Gil González a los poblados fronterizos entre Nueva España y Pánuco, en la que estos pueblos fueron quemados y saqueados mientras que sus pobladores eran enviados como esclavos a la Ciudad de México.
La expedición de 1524 de Cortés y la designación de su pariente Francisco Cortés de San Buenaventura para recorrer el occidente y reafirmar su poblamiento hicieron que Nuño Beltrán de Guzmán y Hernán Cortés tuvieran un conflicto, haciendo que el 17 de enero de 1525 se diera a conocer la Relación de una visitación, en la cual se describen las zonas de: Michoacán, centro y suroeste de Jalisco, Nayarit, Colima, Ixtapa y Guerrero, convirtiéndose así en la descripción más antigua de la región.

### Presidente de la Audiencia Real de la Nueva España
El 9 de diciembre de 1528 se inauguró la primera Audiencia Real de Nueva España, con lo que se pretendía un mejor control sobre el territorio.
Desde abril de 1528 hasta 1530 Nuño Beltrán de Guzmán fue presidente de la Real Audiencia de México o Audiencia Real de la Nueva España, según una designación hecha por el rey. Durante este periodo, junto a los oidores Juan Ortiz de Matienzo y Diego Delgadillo, tomó una serie de medidas para intentar reducir el poder de Hernán Cortés. Sin embargo, al percatarse de la imposibilidad de ello, terminó por renunciar.
Las Actas de Cabildo de la Ciudad de México relatan los constantes conflictos que tenían Nuño Beltrán de Guzmán y Hernán Cortés.
Entre las diversas acciones tomadas por Nuño Beltrán de Guzmán, podemos mencionar que en 1528 mandó a destruir el Leprosario de San Lázaro que había sido fundado por Cortés entre 1521 y 1524 en Tlaxpana. También despojó a Cortés de las encomiendas de los pueblos de Zapotlán, Tamazula (donde había una serie de minas de oro y plata), Tuxpan y Amula (cuya jurisdicción incluía a Mazamitla, Quitupan, Zapotiltic, Tonila y Pihuamo). Por esta razón, Cortés inició el 15 de marzo de 1531 un pleito por despojo contra los dichos miembros de la Real Audiencia, mismo que nunca se concluyó, y los territorios pasaron directamente a la Corona.
A partir de 1528, Nuño Beltrán de Guzmán recibió instrucciones del rey de iniciar un juicio de residencia contra Cortés, que comenzó un año más tarde. Entre otras cosas, se juzgó a Cortés por las acusaciones de haber asesinado a  Catalina Xuárez Marcaida, una de sus esposas.
El 8 de mayo de 1529 aparecen los cargos que resultan contra Hernando Cortés, firmados por Nuño Beltrán de Guzmán, presidente de la audiencia, y Diego Delgadillo, uno de los oidores.

## Expediciones al noroeste
Siendo presidente de la Audiencia Real de la Nueva España, empezó sus primeras exploraciones por Tonalá, Jalisco y Sinaloa, pues de estas regiones ya se tenía conocimiento gracias a la información proporcionada por los indígenas. Hay que señalar que estas expediciones son de carácter privado, es decir, no fueron mandadas por la Corona, sino que fueron por iniciativa propia de Beltrán de Guzmán.

### Táctica militar
Su táctica era la siguiente: sitiar los poblados indígenas, apropiarse del maíz y otros cultivos, arrasar e incendiar las poblaciones, todo ello junto con tormentos aplicados a los caciques nativos para lograr información sobre sus riquezas y las de otros reinos indígenas, riquezas que frecuentemente no existían más que en la imaginación de Nuño Beltrán de Guzmán. Un episodio entre tantos nos da una idea de sus tácticas. El "rey" o cazonci de los michoacanos, Tangáxoan Tzíntzicha, lo recibió en paz, le hizo regalos de muchos tejos de oro y plata, le dio guerreros y provisiones, pero Nuño Beltrán de Guzmán respondió a su hospitalidad haciéndole torturar y ejecutar.

### Primera expedición, 1529
En 1529 la Corona española otorgó a Hernán Cortés el título de capitán general de la Nueva España y regresó a México, por lo que Nuño Beltrán de Guzmán decidió abandonar su cargo de Presidente de la Real Audiencia y organizó una expedición militar hacia el noroeste de México. Esta primera expedición tenía como fin confirmar los rumores de la existencia de un territorio más al norte, y de ser así, fundar poblados.
Esta campaña estuvo compuesta por 500 españoles, 10 000 nativos auxiliares del Valle de México y más tarde se incorporarían 10 000 de Michoacán, expedición que resultó en gran perjuicio para los nativos de los actuales estados de Nayarit, Jalisco, Colima, Aguascalientes y parte de Sinaloa, Zacatecas, San Luis Potosí y Durango, y que es aún recordada como uno de los más brutales episodios de la conquista de México.
Esta expedición fue un proceso lento, ya que tenía el sentido de fundar nuevos poblados, y por lo mismo cargaba con una gran cantidad de pertrechos y bastimentos, haciendo que la movilidad fuera difícil en un territorio caracterizado por su complejidad. Nuño de Guzmán avanzó hacia la provincia de Xilotepec.
Se adentró en el territorio de Michoacán, donde reclutó a más de 8000 indios tarascos y mandó matar al cacique Tangáxoan II por no entregar la cantidad de oro que él había demandado.
Al llegar a Cuitzeo, la expedición de Nuño Beltrán de Guzmán se dividió, debido a que había enviado al capitán Pedro Almídez Chirinos a explorar Zacatecas, y a Cristóbal de Oñate a Tlocaltiche y Nochistlán. Una vez hecho esto, prosiguió hacia los actuales Guanajuato y Jalisco.
Cuando llegó a Etzatlán, se enfrentó a la escasez de alimentos, por lo cual avanzó hacia Ixtla y Ahuacalán, donde logró reabastecerse. Así llegó en 1530 hasta Jalisco y Tepic, en mayo de 1530, lugar donde se asentó y mandó exploraciones hacia el Mar del Sur. Desde ahí mantuvo relaciones pacíficas con los caciques de Jalisco, Zacualpan y otros, quienes llegaron en paz pidiendo que no se destruyeran sus poblados.
En junio de 1530 salió de Tepic una expedición que siguió avanzando hacia Nayarit, cruzando el actual río Santiago, al cual llamó río Espíritu Santo. A todos los territorios que fueron conquistados durante este periodo quiso llamarlos Conquista del Espíritu Santo de la Mayor España. Sin embargo, el Consejo de Indias, en nombre de la reina Isabel de Portugal, no estuvo conforme, por lo que por Real Cédula dada en Ocaña (España) el 25 de enero de 1531 ordenó que se nombrara al territorio conquistado como Reino de la Nueva Galicia y se fundase una ciudad con el nombre de Santiago de Galicia de Compostela como capital. Para cumplir con la cédula real, Nuño Beltrán de Guzmán fundó el primer asentamiento hispano de Nayarit en la actual ciudad de Tepic. A causa de la hostilidad de los nativos, el asentamiento español fue cambiado posteriormente a Compostela.
Para 1530, renuncia a su cargo a la Audiencia. En ese mismo año, el Consejo de Indias envió instrucciones secretas a la segunda Audiencia para quitar las encomiendas que Nuño de Guzmán había concedido,y sustituirlas por un sistema centralizado de recolección de tributos.

### Segunda expedición, 1531
A causa de los altos índices de mortandad y huida entre los indígenas de la primera expedición de Nuño Beltrán de Guzmán, la segunda campaña de conquista disminuyó a la mitad, por lo que Nuño Beltrán de Guzmán obligó a los caciques locales a que le entregaran provisiones suficientes para poder realizar esta campaña. También le quitó a Cortés entre diez y doce cuadrillas de esclavos[cita requerida] que tenía en Tamazula, razón por la cual Cortés inició otro proceso contra Beltrán de Guzmán. En esta expedición, recorrió el occidente de la Sierra Madre Occidental.
Para 1532, capturó a centenas de indios tlaxcaltecas a los que llevaba encadenados como esclavos presos. En este año, la violencia aplicada por Beltrán de Guzmán contra los pueblos de indios llevó a que los pueblos que estaban en paz se levantaran contra los españoles.
En 1533 se asentó en Jalisco y se apoderó de una de las naves que Cortés llevaba para la exploración que en ese año llega a la península de Baja California; esta nave fue tomada en principio con el fin de hacer una nueva exploración. Cortés reclamó al rey de esta situación y en 1534 el Consejo de Indias pidió que la nave le fuera devuelta a Cortés. A partir de este evento comenzó un pleito entre Beltrán de Guzmán y Cortés por la nave, en el cual se vio implicado hasta el rey.

## Fundación del Reino de la Nueva Galicia

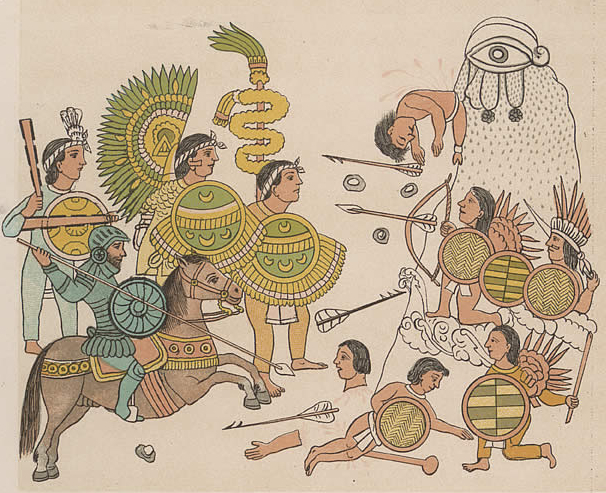
Conquistadores españoles y auxiliares tlaxcaltecas invaden Jalisco.

Nuño Beltrán de Guzmán originalmente buscaba que sus conquistas se extendieran de océano a océano, de forma tal que con los territorios terminarían siendo una entidad independiente que habría de irse expandiendo hacia el Norte de Nueva España, con una frontera realmente indeterminada y de tierras de las que la Corona no tenía control alguno para la década de los 1530's. Así que el tendría el control de  jurisdicción desde los estados actuales de Jalisco y Sinaloa hasta la región de Pánuco, ya que seguía siendo gobernador de esta última, y por lo tanto al convertirse en el gobernador dela Nueva Galicia, el poderío de Nuño habría de ser incontrolable; por lo mismo este plan no pudo realizarse debido a que el Rey y el Real Consejo de Indias se dieron cuenta del plan de Nuño, y por obviedad habrían de impedirlo, porque se oponía a la autoridad e intereses del Rey Carlos 1.
Cabe señalarse que originalmente el territorio invadido por Nuño tendría el nombre de Castilla Nueva de la Mayor España, nombre que se consideró que era un desafío para la Corona, por lo que por mandato real se determinó que se llamara como Reino de la Nueva Galicia, y desde luego que su extensión no comprendería territorios entre mar y mar, sino solo algunas regiones del Occidente de la Nueva España y de la franja costera del Pacífico. En este sentido se tiene que de las poblaciones fundadas la más lejana hacia el Norte habría de ser la villa de San Miguel de Culiacán; la que fue designada como la capital del Reino de la Nueva Galicia, aunque finalmente esa capitalidad pasó a la ciudad de Guadalajara.

## Juicio de Residencia
La empresa de Beltrán de Guzmán se caracterizó por su violencia contra los indígenas. Desde el inicio se habían dado quejas tanto de españoles (podemos mencionar a García del Pilar) como de indios.
Durante el gobierno de Antonio de Mendoza, primer virrey de la Nueva España, se inició un proceso contra Nuño Beltrán. La Corona española resolvió enjuiciarlo y envió al licenciado Diego Pérez de la Torre para investigarlo, quien lo encontró gravemente responsable, le quitó el gobierno de la provincia y lo remitió preso con grilletes a España, donde murió encarcelado en el Castillo de Torrejón de Velasco en marzo de 1558.
Entre los cargos de los que se acusaron a Nuño Beltrán de Guzmán, se encuentra el cobro de tributos en Huejotzingo en 1531, siendo Huejotzingo propiedad de Cortés. El cobro de estos tributos se hizo con violencia, como atestiguaron tres indígenas, quienes confirmaron el cobro de tributo y los servicios exigidos por Beltrán de Guzmán, Delgadillo y Matienzo. En otra causa, también se le procesó por la muerte que mandó dar a Tangáxoan II, Rey de Michoacán.

## Impacto
La conquista de la Nueva Galicia abrió el camino a las exploraciones posteriores del noroeste de México. Nuño Beltrán de Guzmán exploró y conquistó en siete años casi la tercera parte de México.
Además de haber explorado y conquistado el noroeste de México, se le adjudican las fundaciones de las ciudades de Guadalajara, Jalisco; Culiacán, Mazatlán (ambas de Sinaloa) y Tepic, Nayarit, aun cuando hay quien dice que el fundador de Guadalajara y Tepic fue su compañero y lugarteniente Cristóbal de Oñate.
Además de haber fundado ciudades en la zona huasteca de lo que hoy es San Luis Potosí, un ejemplo es Ciudad Valles.
Sin embargo, se considera que sus campañas son una de las principales razones para que estallara la Guerra del Mixtón.

## Testamento

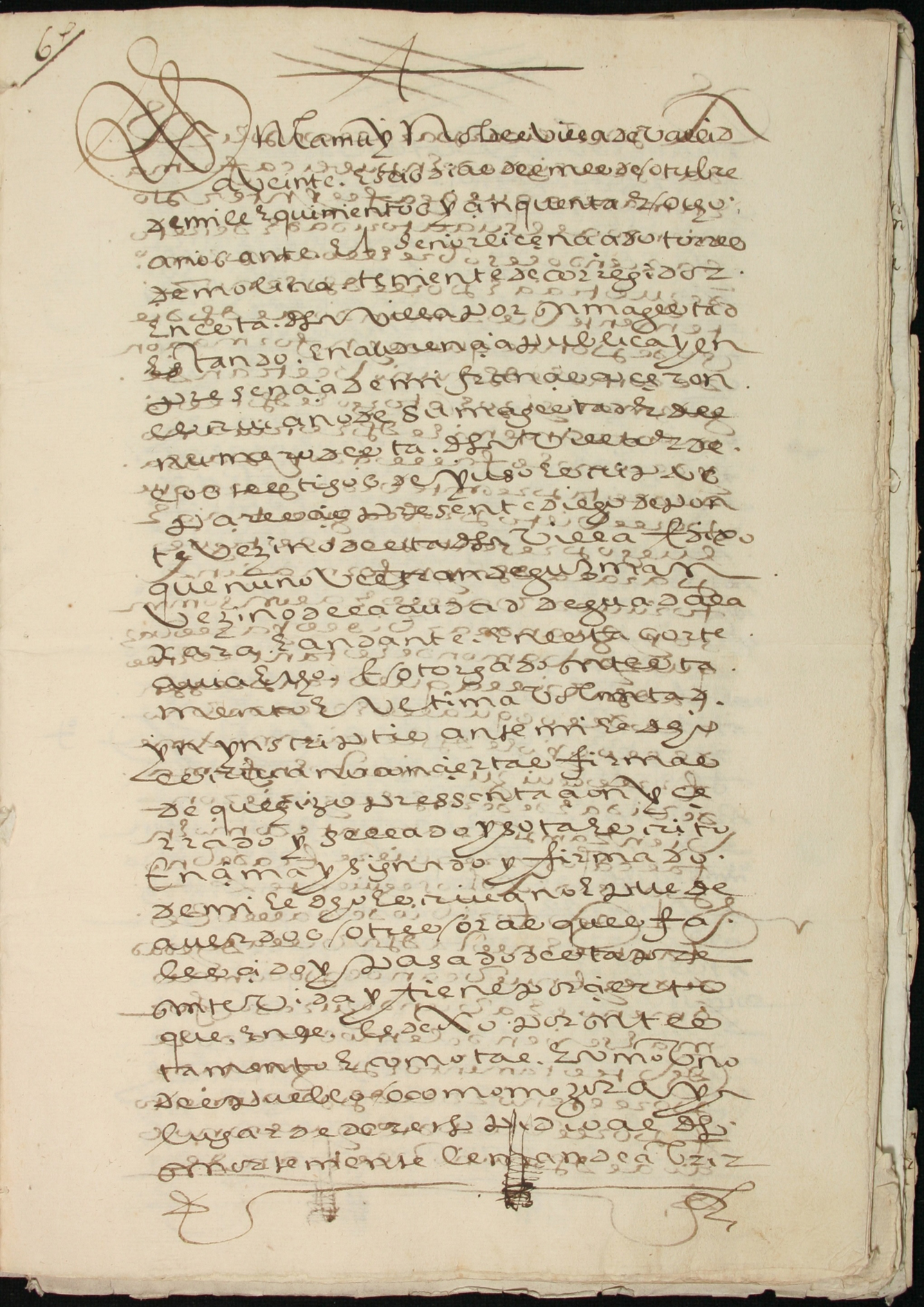
Testamento de Nuño Beltrán de Guzmán.

Nuño Beltrán de Guzmán dejó un testamento en el que pedía se lo enterrara en Guadalajara, España; en este documento aclara lo que será de sus deudas; de la liberación de su esclavo personal, Francisco; de cómo su esposa será beneficiaria de sus riquezas, y de cómo el dinero que le llegara de Indias sería usado para pagar la dote de su sobrina María de Guzmán.
Este documento fue paleografiado por Jorge Palomino Cañedo.

Por lo mucho que le devo e de ello o de parte dello haga haber una memoria por mi Anima […]
Nuño de Guzmán, Testamento

Este documento se encuentra en la actualidad bajo el resguardo del Centro de Estudios de Historia de México CARSO.
| Predecesor: Alonso de Estrada | Presidente de la Primera Audiencia y Gobernador Pre-Virreinal de Nueva España 1528-1530 | Sucesor: Sebastián Ramírez de Fuenleal |

## Bbliografía
- Rayón, Ignacio (2019). Sumario de la residencia tomada a D. Fernando Cortés. México: Instituto Nacional de Estudios Históricos. ISBN 9786075491127.